# 서울둘레길
서울둘레길은 서울의 내·외사산을 연결하는 순환코스를 정비하여 서울의 역사, 문화, 자연생태를 탐방할 수 있는 네트워크를 구축하였고,2014년 11월에 완공 된 서울의 대표적인 길이다.
남산, 낙산, 인왕산, 북악산 등 내사산 및 4대문, 한양도성을 잇는 내사산둘레길 즉, 한양 도성길 18.6km와 관악산, 북한산, 대모산, 수락산, 봉산, 아차산 등을 이어 서울의 외곽을 한 바퀴 도는 외사산 둘레길 157km로 이루어져 있다.
한양 도성길은 안내체계 및 노선정비가 지난 2011년 완료되었고, 둘레길은 좀 더 나은 보행환경을 위하여 곳곳의 끊어진 부분을 연결하고 숲길을 정비하는 등의 사업이 2014년에 완료되어 현재 운영 중에 있다.